# Litsea ceramensis
Litsea ceramensis är en lagerväxtart som beskrevs av André Joseph Guillaume Henri Kostermans. Litsea ceramensis ingår i släktet Litsea och familjen lagerväxter. Inga underarter finns listade i Catalogue of Life.